# Ozyptila spinosissima
Ozyptila spinosissima är en spindelart som beskrevs av Lodovico di Caporiacco 1934. Ozyptila spinosissima ingår i släktet Ozyptila och familjen krabbspindlar. Inga underarter finns listade i Catalogue of Life.